# Математичні начала натуральної філософії

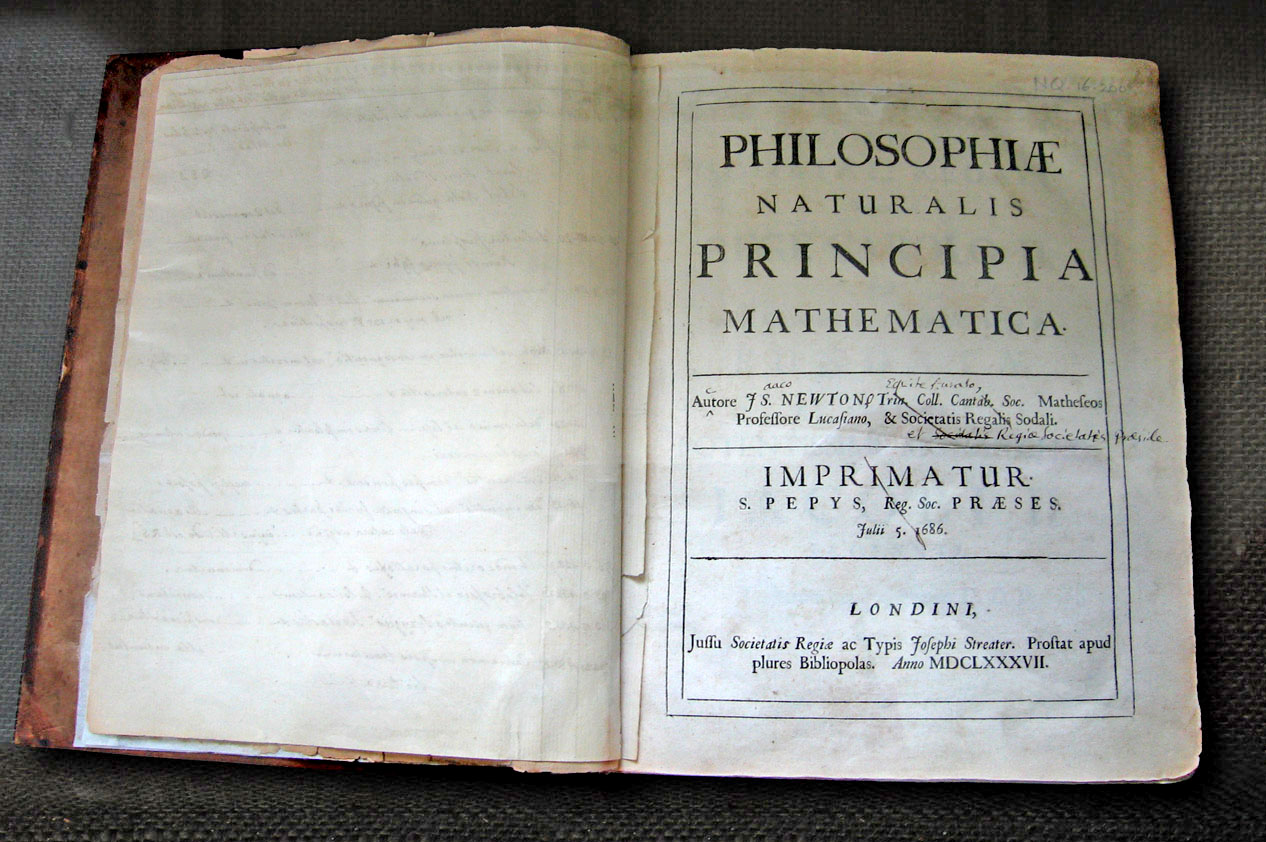
Примірник першого видання з рукописними помітками та виправленнями Ньютона для другого видання

«Математи́чні нача́ла натура́льної філосо́фії» (лат. Philosophiæ Naturalis Principia Mathematica) або, скорочено, «Начала» (лат. Principia) — фундаментальна праця І. Ньютона, у якій він сформулював закон всесвітнього тяжіння і три закони Ньютона, котрі заклали основи класичної механіки. Праця у трьох книгах вперше була опублікована 5 липня 1687 року. Згодом Ньютон опублікував ще дві редакції у 1713 та у 1726 роках. Потім було ще п'ять чи шість видань латинською. Останнє з цих латинських видань здійснене у Глазго в 1871 р. за підтримки В. Томсона (лорда Кельвіна) і Г. Блакбурна. Англійською «Начала» перекладені А. Моттом (англ. Andrew Motte) і видані у 1727 р.; наступним був французький переклад, виконаний маркізою дю Шатле (Дюшатле, фр. Gabrielle Émilie Le Tonnelier de Breteuil, marquise du Châtelet) з примітками А. К. Клеро, виданий у 1759 р., і німецький переклад І. Вольферса, виданий у Берліні 1871 р.

## Історія написання
Історія створення цієї праці починається у 1682 році, коли наближення до Землі комети Галлея викликало зростання інтересу до небесної механіки. Едмонд Галлей намагався вмовити Ньютона опублікувати його «загальну теорію руху», про яку вже давно ходили чутки в наукових колах, та Ньютон відмовився. Він взагалі неохоче відволікався від своїх досліджень заради кропіткої справи видання наукових праць.
У серпні 1684 року Галлей під час перебування у Кембриджі розповів Ньютону, що вони з К. Реном і Р. Гуком обговорювали проблему, як, виходячи з формули закону тяжіння, вивести еліптичність форми орбіти планет, але не знайшли розв'язку. Ньютон повідомив, що в нього уже є таке доведення, і в листопаді надіслав Галлею готовий рукопис. Той відразу оцінивши значення результату й методу, негайно знову відвідав Ньютона і цього разу зумів умовити його опублікувати свої здобутки. 10 грудня 1684 року в протоколах Королівського товариства з'явився історичний запис:
Пан Галлей … недавно бачив у Кембриджі м-ра Ньютона, і той показав йому цікавий трактат «De motu» (лат. Про рух).
За бажанням п. Галлея, Ньютон обіцяв надіслати згаданий трактат у Товариство.
Робота над книгою тривала протягом 1684—1686 років. За спогадами Гемфрі Ньютона, родича вченого і його помічника в ці роки, спочатку Ньютон писав «Начала» у перервах між дослідами з алхімії, яким приділяв основну увагу, потім поступово захопився й з наснагою присвятив себе роботі над головною книгою свого життя.
28 квітня 1686 року перший том «Начал» був представлений Королівському товариству. 19 травня Е. Галлею доручається видання книги. Відразу виникли ускладнення. Р. Гук став наполягати на своєму авторстві встановлення закону {\displaystyle {\frac {1}{r^{2}}}}. Ньютон не погоджувався. Галлею довелось прикласти немало зусиль, щоб все владнати. У кінці книги було дописано, що зв'язок між законом сили і третім законом Кеплера вперше встановили К. Рен, Р. Гук і Е. Галлей. Восени 1686 року надійшла друга книга «Начал», а у квітні 1687 року — третя.
Усі три томи, після деяких авторських правок, вийшли друком у 1687 році. Тираж (близько 300 примірників) було розпродано за 4 роки, що для того часу було хорошим показником. Це був період великого творчого вибуху наукової енергії вченого. І.
Ньютон пройшов шлях від найпростішої задачі руху одного тіла до небесної механіки. Як фізичний так і математичний рівень праці Ньютона зовсім непорівнянні з роботами його попередників. У ньому відсутня аристотелева чи декартова метафізика, з її неясно сформульованими, часто надуманими «першопричинами» природних явищ. Ньютон не проголошує, що в природі діє закон тяжіння, а суворо доводить цей факт, виходячи зі спостережуваної картини руху планет та їх супутників. Метод Ньютона — це створення моделі явища (без вигадувань гіпотез) з пошуком його причин. Такий підхід, початок якому було покладено Г. Галілеєм, означав кінець старої фізики. Якісний опис природи поступився місцем кількісному — значну частину праці займають розрахунки, креслення й таблиці.

## Короткий зміст праці

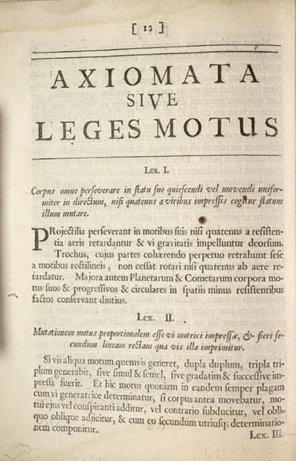
Сторінка «Начал» Ньютона з аксіомами механіки

Праця складається із вступних розділів «Визначення», «Аксіоми або закони руху» і трьох книг.
У розділі «Визначення» [Архівовано 14 травня 2013 у Wayback Machine.] Ньютон чітко і зрозуміло визначив базові поняття механіки, включаючи такі найважливіші фізичні величини, як маса, кількість руху та зовнішня сила.
Постулюється абсолютність простору і часу, міра яких не залежить від положення і швидкості спостерігача. Дається визначення абсолютного і відносного рухів та спокою.
У вступному розділі «Аксіоми або закони руху» [Архівовано 1 січня 2014 у Wayback Machine.] на основі чітко визначених понять формулюються три закони ньютонівської механіки та шість наслідків з них. Закони Ньютон сформулював у такому вигляді:
- Усяке тіло продовжує перебувати в стані спокою або рівномірного і прямолінійного руху, поки й оскільки воно прикладеними силами не буде змушене змінити цей стан (лат. Corpus omne perseverare in statu suo quiescendi vel movendi uniformiter in directum, nisi quatenus illud a viribus impressis cogitur statum suum mutare).
- Зміна кількості руху пропорційна прикладеній силі і відбувається у напрямку тієї прямої, вздовж якої ця сила діє (лат. Mutationem motus proportionalem esse vi motrici impressaeet fieri secundum lineam rectam qua vis illa imprimitur).
- Дії завжди відповідає однакова та протилежна протидія, або, взаємодії двох тіл одне з одним між собою рівні і спрямовані в протилежні сторони (лат. Actioni coutrariam semper et aequalem esse reactionem: sive corporum duorum actiones in se mutuo semper esse aequales et in partes contrarias dirigi).

Вперше подано загальні рівняння руху, причому, якщо фізика Аристотеля стверджувала, що швидкість тіла залежить від рушійної сили, то Ньютон вносить істотну поправку: не швидкість, а прискорення.

### Книга 1. Про рух тіл (лат.De motu corporum)
На основі теорем про границі і нескінченно малі приводиться строге виведення із закону всесвітнього тяжіння всіх трьох законів Кеплера. Описані й невідомі Й. Кеплеру гіперболічні й параболічні орбіти небесних тіл.

### Книга 2. Про рух тіл
Книга присвячена руху тіл в земних умовах, з урахуванням опору середовища. Тут в одному місці (розділ 2) Ньютон, як виняток, використовує аналітичний підхід для доказу кількох теорем і проголошує свій пріоритет у створенні «методу флюксій» (диференціального числення).
Так само, як Ньютон розглядав у першій книзі наслідки різних уявних законів тяжіння, тут він розглядає різні можливі закони опору (розділ 1 присвячений випадку пропорційної залежності опору від швидкості, а розділ 2 — наслідкам опору, що пропорційний квадрату швидкості). У книзі також обговорюються (у розділі 5) принципи гідростатики і властивості стисливої рідини. Ефект опору повітря при коливанні маятників вивчаються в розділі 6, а також робиться спроба встановити деякі характеристики опору повітря на основі спостережень за рухами маятника при різних умовах. Ньютон порівнює опір середовища рухові тіл різної форми та робить спроби обчислення швидкості поширення звукових хвиль.

### Книга 3. Про систему світу (лат.De mundi systemate)
Розглядаються особливості використання закону всесвітнього тяжіння, особливо його наслідки для астрономії. Книга ґрунтується на висновках першої книги, і застосовує її положення для пояснення специфіки руху об'єктів Сонячної системи. Тут, розглядаючи результати астрономічних спостережень, Ньютон знаходить підтвердження, що відкриті закони мають універсальне застосування і однаково працюють стосовно супутників Юпітера та Сатурна і стосовно Місяця, а також планет, що обертаються навколо Сонця. Він також дає пояснення припливів та намагається дати кількісну оцінку внеску Сонця і Місяця у величину припливних явищ, а також пропонує першу теорію прецесії рівнодень. Дає пояснення руху комет поблизу планет.

## Критика
Слабким місцем теорії тяжіння Ньютона, на думку багатьох учених, була відсутність пояснення природи цієї сили. Ньютон виклав тільки математичний апарат, залишивши відкритими питання про причину тяжіння і його матеріального носія. Для наукової громадськості, вихованої на філософії Декарта, це був незвичний і зухвалий підхід, і лише тріумфальний успіх небесної механіки в XVIII столітті змусив фізиків тимчасово примиритися з ньютонівською теорією. Фізичні основи тяжіння прояснилися тільки через більш ніж два століття, з появою Загальної теорії відносності.
Математичний апарат і загальну структуру книги Ньютон побудував максимально близькими до тодішнього стандарту наукової строгості — «Начал» Евкліда. Математичний аналіз він свідомо майже ніде не використовував — застосування нових, незвичних методів ймовірно поставило б під загрозу довіру до викладених результатів. Ці міркування, однак, знецінили ньютонівський метод викладу для наступних поколінь читачів. Книга Ньютона була першою роботою з нової фізики й одночасно однією з останніх серйозних праць, що використовували старі методи математичного дослідження.
Усі послідовники Ньютона вже використовували створені ним потужні методи математичного аналізу. Безпосередніми продовжувачами справи Ньютона стали д'Аламбер, Л. Ейлер, Лаплас, Клеро та Ж. Лагранж.

## Значення роботи
З моменту виходу роботи і аж до початку XX століття всі закони Ньютона вважалися непорушними. Фізики поступово звикли до далекодії, і навіть намагалися приписати його, за аналогією, електромагнітному полю (до появи рівнянь Максвелла). Природа тяжіння розкрилася тільки з появою робіт Ейнштейна із Загальної теорії відносності.
На честь «Начал» Ньютона названо (1964 рік) астероїд 2653 Principia.

### Видання латинською
- 1687 (перше видання): 
  - Philosophiæ naturalis principia mathematica [Архівовано 3 червня 2022 у Wayback Machine.], auctore Is. Newton, Londini, iussu Societatis Regiae ac typis Josephi Streater, anno MDCLXXXVII (Копія Ньютона)
  - факсиміле [Архівовано 17 квітня 2013 у Wayback Machine.] Norges teknisk-naturvitenskapelige universitet (http://www.ntnu.no/ [Архівовано 25 березня 2021 у Wayback Machine.]) (лат.)
  - факсиміле [Архівовано 8 липня 2014 у Wayback Machine.] Google (лат.)
- видання: 1687, 1713, 1726 Babson College Archives & Special Collections.(лат.)
- Principia [Архівовано 26 квітня 2013 у Wayback Machine.]. 1833 Глазго перевидання (том 1) з книгами 1 і 2, анотації Leseur, Jacquier and Calandrini 1739-42. (лат.)

### Видання англійською
- 1729: Newton's 'Principia', first English translation, vol.1 with Book 1 [Архівовано 14 травня 2013 у Wayback Machine.].(англ.)
- 1729: Newton's 'Principia', first English translation, vol.2 with Books 2 and 3 [Архівовано 8 липня 2014 у Wayback Machine.]. (Book 3 starts at p.200 [Архівовано 8 липня 2014 у Wayback Machine.].).(англ.)
- 1846: «American Edition» of Newton's 'Principia' in English, printed with other works. Частково видозмінена англійська версія, що базується на англійському перекладі 1729 року.(англ.)

### Видання російською
- Ньютон И. Математические начала натуральной философии / Перевод с латинского и примечания А. Н. Крылова. — М. : Наука, 1989. — 688 с. — (Классики науки) — ISBN 5-02-000747-1.